# Distretto di Quiaca
Il distretto di Quiaca è uno dei dieci distretti  della provincia di Sandia, in Perù. Si trova nella regione di Puno e si estende su una superficie di 447,9 chilometri quadrati.

Ha per capitale la città di Quiaca e contava 2.419 abitanti al censimento 2005.